# St. Johannes der Täufer (Moosbach)

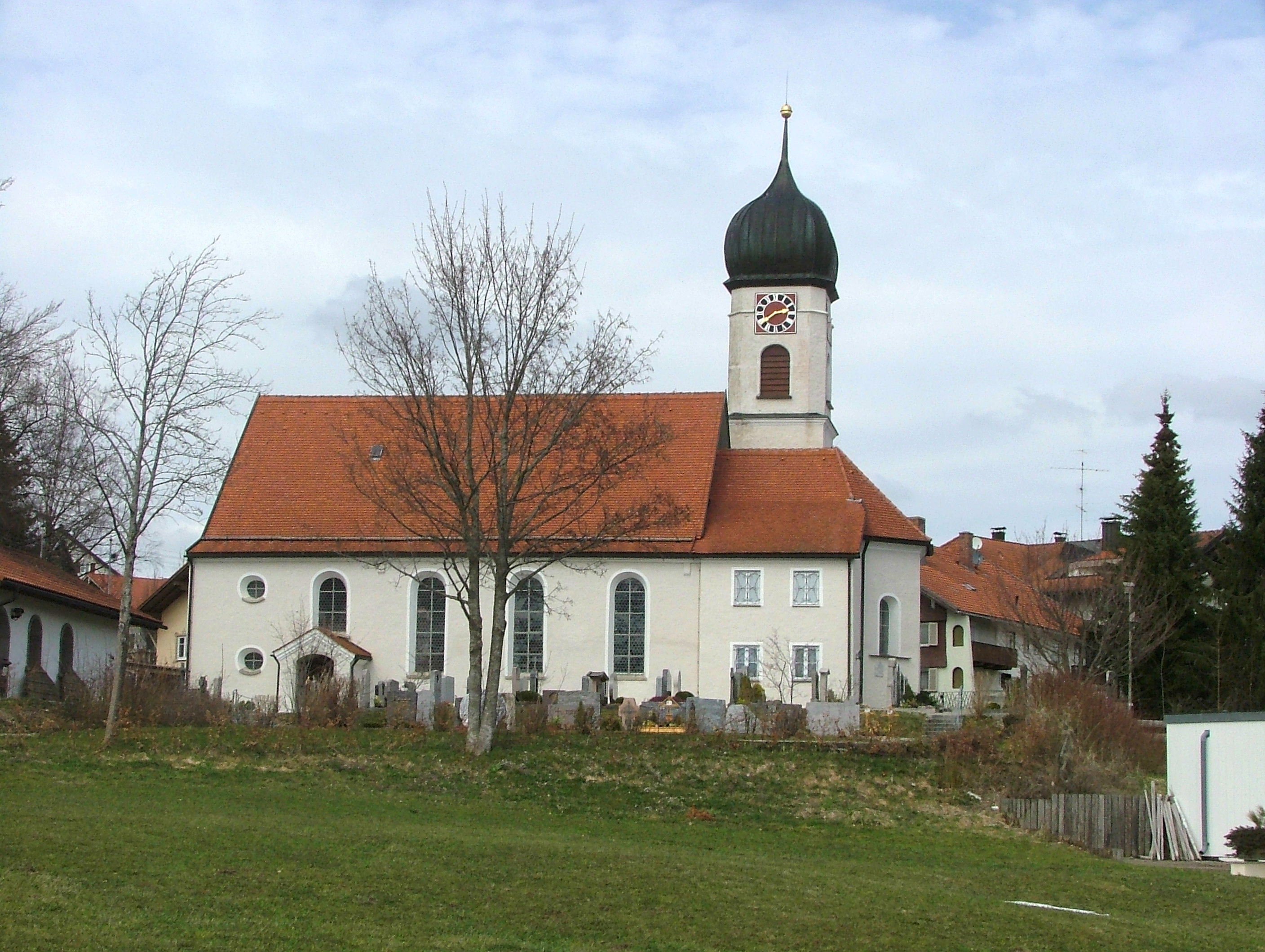
St. Johannes der Täufer in Moosbach

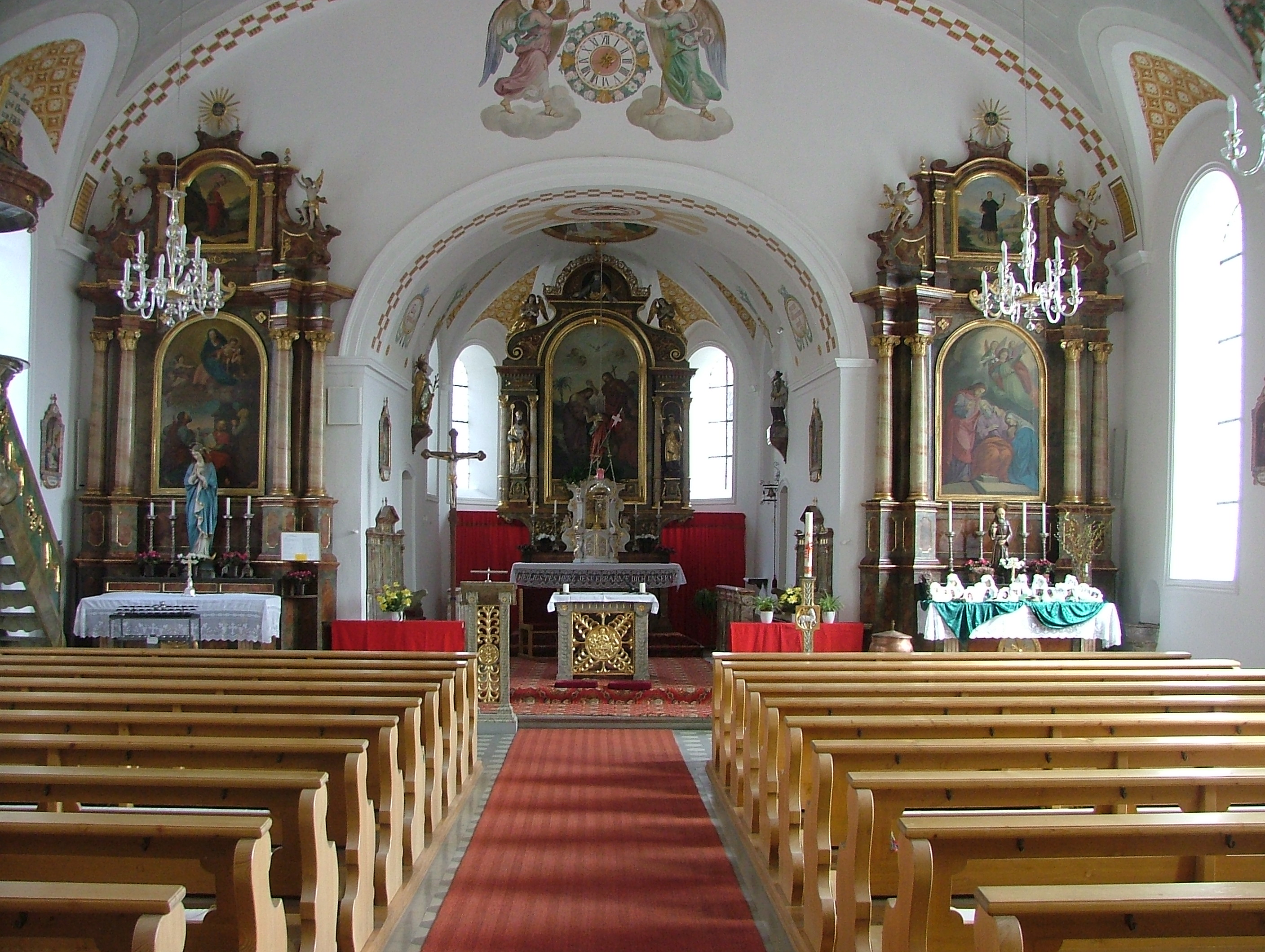
Blick zum Chor

St. Johannes der Täufer ist die römisch-katholische Pfarrkirche in Moosbach, einem Gemeindeteil von Sulzberg im schwäbischen Landkreis Oberallgäu in Bayern. Das denkmalgeschützte Bauwerk ist in der Liste der Baudenkmäler in Sulzberg unter der Nr. D-7-80-140-21 eingetragen.

## Beschreibung
Das Langhaus der Saalkirche wurde 1739–1741 erbaut. Der eingezogene Chor mit Fünfachtelschluss im Osten und die unteren Geschosse des Chorflankenturms auf quadratischem Grundriss an der Nordwand des Chors stammen vom Vorgängerbau aus der 2. Hälfte des 15. Jahrhunderts. Der Chorflankenturm wurde 1766 mit einem Geschoss mit abgeschrägten Ecken aufgestockt, das die Turmuhr und den Glockenstuhl beherbergt, und mit einer Zwiebelhaube bedeckt. Der Innenraum des Langhauses wurde 1912/13 mit einem Tonnengewölbe überspannt, der des Chors mit einem Stichkappengewölbe. Die 1913 angebrachten Fresken stammen von Jakob Huwyler. Der Hochaltar wurde 1884 gebaut. Die Altarretabel der Seitenaltäre hat 1798 Nikolaus Weiß bemalt.